# Zoe Atkin
Zoe Atkin (* 16. Januar 2003 in Newton, Massachusetts, USA) ist eine britische Freestyle-Skierin. Sie startet in der Disziplin Halfpipe.

## Werdegang
Atkin errang bei den Juniorenweltmeisterschaften 2018 in Cardrona den siebten Platz. Ihr Debüt im Freestyle-Skiing-Weltcup hatte sie Dezember 2018 in Copper Mountain, das sie auf dem 14. Platz beendete. Bei den Weltmeisterschaften 2019 in Park City errang sie den 13. Platz. In der Saison 2019/20 holte sie in Copper Mountain ihren ersten Weltcupsieg und erreichte damit den siebten Platz im Halfpipe-Weltcup. Bei den Winter-X-Games 2020 in Aspen wurde sie Fünfte. In der Saison 2020/21 wurde sie Zweite im Halfpipe-Weltcup und holte bei den Weltmeisterschaften 2021 die Bronzemedaille. Bei den Winter-X-Games 2021 errang sie den vierten Platz. In der folgenden Saison wurde sie bei den Olympischen Winterspielen 2022 in Peking Neunte und bei den Winter-X-Games 2022 Vierte. In der Saison 2022/23 holte sie bei den Winter-X-Games 2023 die Goldmedaille und bei den Weltmeisterschaften 2023 in Bakuriani die Silbermedaille. In der Saison 2023/24 wurde sie mit drei dritten Plätzen sowie einem zweiten Platz Sechste im Park & Pipe-Weltcup und Dritte im Halfpipe-Weltcup. Zudem gewann sie bei den Winter-X-Games 2024 die Silbermedaille.

## Erfolge

### Olympische Spiele
- Peking 2022: 9. Halfpipe

### Weltmeisterschaften
- Park City 2019: 13. Halfpipe
- Aspen 2021: 3. Halfpipe
- Bakuriani 2023: 2. Halfpipe

### Weltcupsiege
| Datum             | Ort             | Land               | Disziplin |
| ----------------- | --------------- | ------------------ | --------- |
| 13. Dezember 2019 | Copper Mountain | Vereinigte Staaten | Halfpipe  |

### Weltcupwertungen
| Saison  | Gesamt | Gesamt | Park & Pipe | Park & Pipe | Halfpipe | Halfpipe |
| Saison  | Platz  | Punkte | Platz       | Punkte      | Platz    | Punkte   |
| ------- | ------ | ------ | ----------- | ----------- | -------- | -------- |
| 2018/19 | 89.    | 12,2   | -           | -           | 14.      | 61       |
| 2019/20 | 30.    | 31,6   | -           | -           | 7.       | 158      |
| 2020/21 | -      | -      | 16.         | 80          | 2.       | 80       |
| 2021722 | -      | -      | 27.         | 104         | 12.      | 104      |
| 2022/23 | -      | -      | 29.         | 80          | 11.      | 80       |
| 2023/24 | -      | -      | 6.          | 260         | 3.       | 260      |

### Winter-X-Games
- Winter-X-Games 2020: 5. Halfpipe
- Winter-X-Games 2021: 4. Halfpipe
- Winter-X-Games 2022: 4. Halfpipe
- Winter-X-Games 2023: 1. Halfpipe
- Winter-X-Games 2024: 2. Halfpipe